# Contea di Allegany (New York)
La contea di Allegany (in inglese Allegany County) è una contea situata nell'area sud-occidentale dello Stato di New York negli Stati Uniti. Il capoluogo è Belmont.

## Geografia fisica
La contea si trova nel sud-ovest dello Stato, al confine con la Pennsylvania. Il territorio è prevalentemente montuoso e raggiunge i 777 metri di elevazione con l'Alma Hill situata a sud. Il fiume principale è il Genesee che scorre da sud a nord nell'area centrale. Nell'area occidentale è situato il Cuba Lake e in quella nord-occidentale il lago Rushford. Al confine con la contea di Cattaraugus è situata la riserva di Oil Springs di nativi Seneca.

### Contee confinanti
- Contea di Livingston - nord-est
- Contea di Steuben - est
- Contea di Potter (Pennsylvania) - sud-est
- Contea di McKean (Pennsylvania) - sud-ovest
- Contea di Cattaraugus - ovest
- Contea di Wyoming  - nord-ovest

## Storia
All'arrivo degli europei il territorio era abitato da indiani della confederazione irochese. Nel 1627 il missionario francescano francese Joseph De La Roche D'Allion visitando l'area del lago Cuba nell'attuale riserva di Oil Spring fece la prima descrizione scritta di un affioramento di petrolio segnalato nel Nord America. Nel 1683 venne istituita la Province di New York e l'area dell'attuale contea faceva parte della contea di Albany.
La contea fu istituita nel 1806 separandone il territorio da quello della contea di Genesee. Fu chiamata così per i nativi omonimi.

## Comuni
| - Alfred - town - Allen - town - Alma - town - Almond - town - Amity - town - Andover - town - Angelica - town - Belmont (capoluogo) - town - Bolivar - town - Burns - town - Canaseraga - village - Caneadea - town - Centerville - town - Clarksville - town - Cuba - town | - Friendship - town - Genesee - town - Granger - town - Grove - town - Hume - town - Independence - town - New Hudson - town - Richburg - village - Rushford - town - Scio - town - Ward - town - Wellsville - town - West Almond - town - Willing - town - Wirt - town |